# Syllitus bipunctatus
Syllitus bipunctatus är en skalbaggsart som beskrevs av Waterhouse 1877. Syllitus bipunctatus ingår i släktet Syllitus och familjen långhorningar. Inga underarter finns listade i Catalogue of Life.